# Twist and Shout (EP)
Twist and Shout (englisch Drehen und schreien) ist eine am 12. Juli 1963 veröffentlichte EP der britischen Rockband The Beatles. Es war die erste EP der Beatles, die auf Parlophone (Katalognummer GEP 8882) veröffentlicht wurde. Alle vier Titel der EP stammen vom Album Please Please Me, dem Debütalbum der Gruppe. Die EP erschien ausschließlich in Mono.

## Hintergrund
Zum Zeitpunkt der Veröffentlichung ihrer ersten britischen EP zeichnete sich die dominierende Stellung der Beatles zumindest in Großbritannien bereits ab. Ihr Debütalbum Please Please Me war seit mehreren Wochen auf Platz 1 der britischen Album-Charts, die gleichnamige Single hatte Platz 2 der Single-Charts erreicht und From Me to You, die Nachfolgesingle, war seit dem 4. Mai 1963 auf Platz 1.
In einer Stellungnahme ihrer Plattenfirma an die britische Musikzeitschrift Melody Maker wurde die Wahl des Titels der ersten EP mit der enormen Nachfrage nach der Beatles-Version von Twist and Shout begründet. Bereits kurz nach Ankündigung der EP lagen laut EMI Vorbestellungen für mehr als 50.000 Tonträger vor.
In den ersten vier Tagen nach ihrer Veröffentlichung waren bereits 150.000 Exemplare verkauft. Bis zum November 1963 meldete die EMI 650.000 verkaufte Exemplare. Die EP erreichte nicht nur den ersten Platz der EP-Charts des Record Retailer, sondern auch Platz 2 der Singles-Charts des Melody Maker und Platz 4 der Singles-Charts des New Musical Express (NME). Es war die erste EP, die sich in den NME-Singles-Charts platzieren konnte. Die EP wurde zum viertmeistverkauften Tonträger des Jahres 1963 in Großbritannien.
In Deutschland wurde eine EP, zwei Monate vor der britischen Veröffentlichung, im Mai 1963, unter der schlichten Bezeichnung The Beatles (Katalognummer: ODEON O 41560) mit den Liedern Twist and Shout; There’s a Place / Boys; I Saw Her Standing There veröffentlicht. Die erste deutsche Langspielplatte der Beatles  Die Beatles (Die zentrale Tanzschaffe der weltberühmten Vier aus Liverpool) (Deutscher Titel des Albums Please Please Me) erschien erst am 6. Februar 1964.

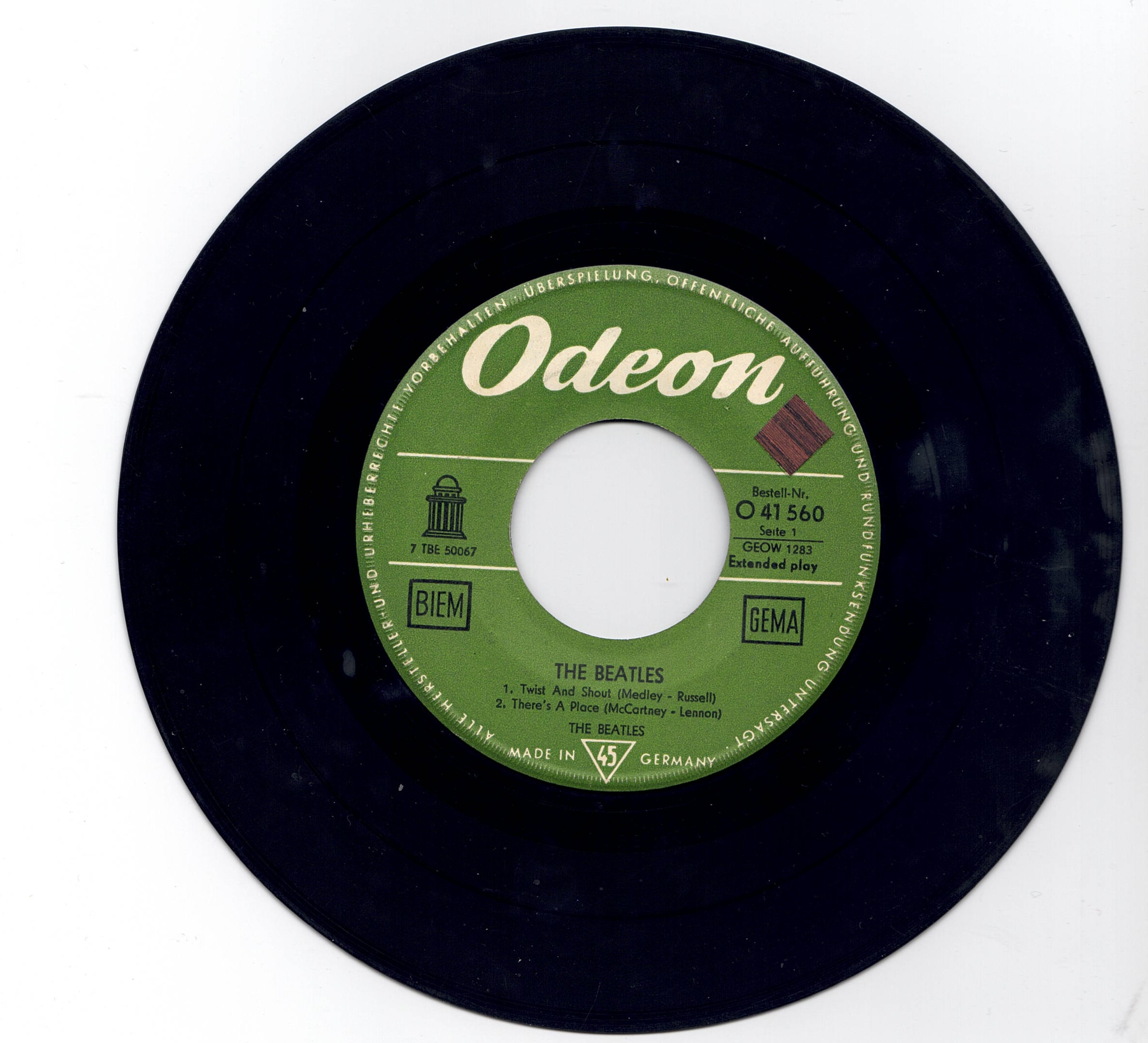
Deutsche EP A-Seite
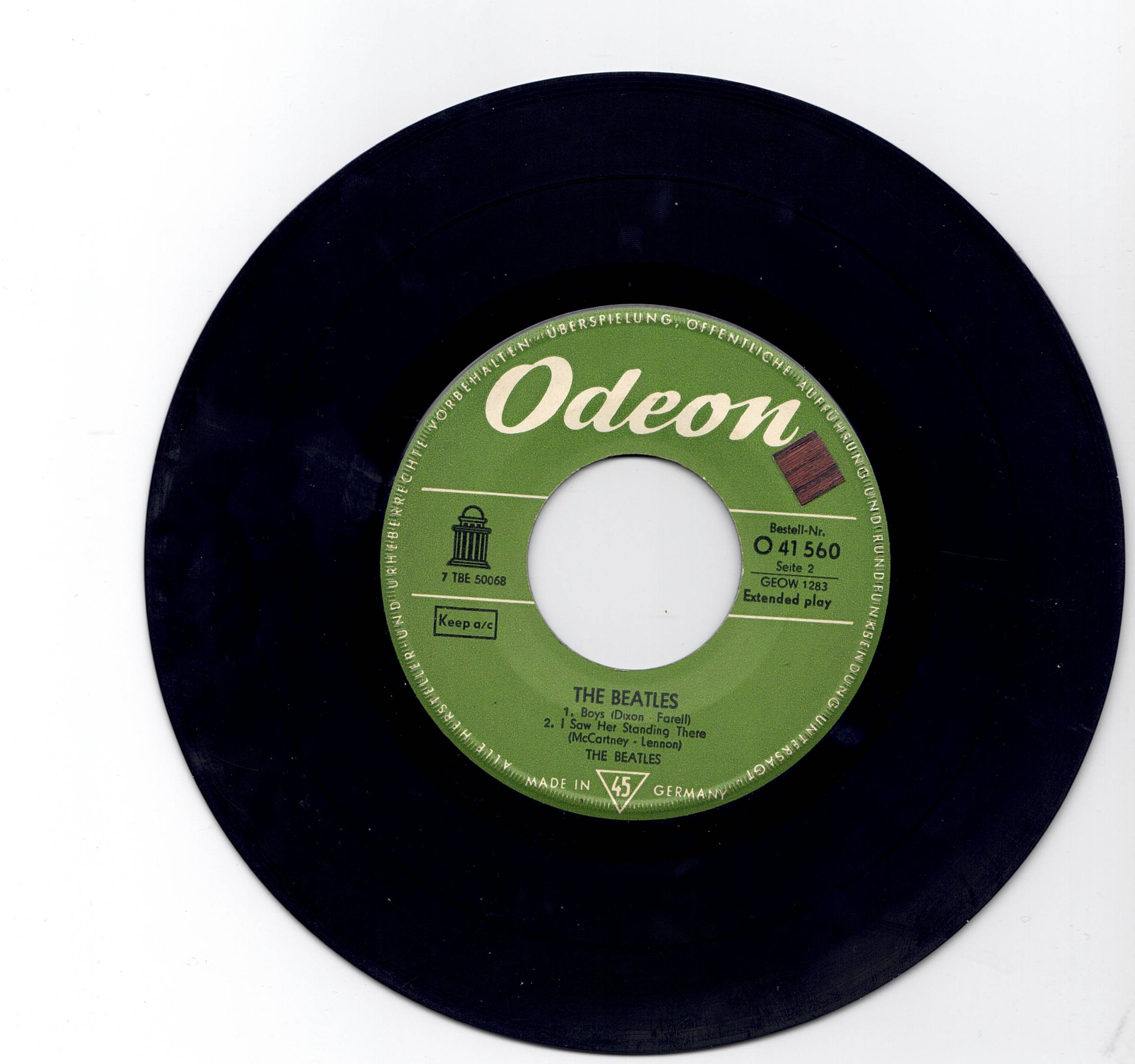
Deutsche EP B-Seite

## Covergestaltung
Das Foto des Covers stammt von Fiona Adams. Auf der Rückseite des Covers ist ein Begleittext von Tony Barrow, dem Pressereferenten der Beatles, abgedruckt.

## Titelliste
Die Auswahl der Lieder stellte sicher, dass jeder der drei Hauptsänger der Beatles ein Lied sang; John Lennon sang das Titelstück Twist and Shout, Paul McCartney sang die Ballade A Taste of Honey, und George Harrison sang Do You Want to Know a Secret, eine der beiden Lennon/McCartney-Kompositionen der EP. There’s a Place sangen Lennon und McCartney als Duett.
Seite 1
1. Twist and Shout (Russell/Medley) – 2:33
  - Erstmals veröffentlicht als Track 7 von Seite 2 des Albums Please Please Me.
2. A Taste of Honey (Marlow/Scott) – 2:05
  - Erstmals veröffentlicht als Track 5 von Seite 2 des Albums Please Please Me.

Seite 2
1. Do You Want to Know a Secret (McCartney/Lennon) a – 2:00
  - Erstmals veröffentlicht als Track 4 von Seite 2 des Albums Please Please Me.
2. There’s a Place (McCartney/Lennon) – 1:53
  - Erstmals veröffentlicht als Track 6 von Seite 2 des Albums Please Please Me.

## Wiederveröffentlichungen
Die EP Twist and Shout wurde bis in die 1970er Jahre gepresst. Im Dezember 1981 erschien die EP als Teil des Boxsets The Beatles E.P.s Collection, das alle britischen EPs enthielt. Am 26. Mai 1992 erschien dieses Set mit dem leicht geänderten Titel The Beatles Compact Disc EP. Collection als CD-Ausgabe.